# Rezerwat przyrody Kurze Grzędy
Rezerwat przyrody Kurze Grzędy (kaszb. Kùrzé Grzãdë) – faunistyczny rezerwat przyrody na Pojezierzu Kaszubskim na obszarze Kaszubskiego Parku Krajobrazowego w kompleksie Lasów Mirachowskich. Jest położony na terenie gmin Sierakowice i Kartuzy w powiecie kartuskim w województwie pomorskim. Rezerwat został utworzony w 1957 roku na powierzchni 82,97 ha; w 1989 roku powiększono go do 170,70 ha.
Rezerwatem objęte jest jezioro Wielkie, trzy mniejsze jeziorka dystroficzne, rozległe torfowisko wysokie i okoliczne lasy (boru bagiennego, brzeziny bagiennej, lasów dębowo-bukowych, marginalnie również buczyny kwaśnej). Bory bagienne rezerwatu były ostatnim na Pomorzu miejscem występowania głuszca, który jednak wyginął w latach 1960–1980.
Znajdują się tu stanowiska licznych gatunków roślin podlegających ochronie (m.in. rosiczka okrągłolistna i widłak jałowcowaty). Rezerwat jest ostoją ptaków drapieżnych (krogulca, myszołowa, rybołowa i jastrzębia gołębiarza), a także miejscem lęgowym żurawia, samotnika, gągoła, muchołówki małej i sowy włochatki. Najbliższe miejscowości to Bącz i Bącka Huta.
Rezerwat znajduje się w granicach dwóch obszarów Natura 2000: Kurze Grzędy PLH220014 oraz Lasy Mirachowskie PLB220008.
Na ograniczonym obszarze obecnego rezerwatu powstał w roku 1916 rezerwat ornitologiczny dla ochrony głuszca i jego miejsc lęgowych.